# Mugiko-san to
Mugiko-san to (麦子さんと) è un film del 2013 diretto da Keisuke Yoshida.
Un mancato rapporto tra una madre e una figlia fatica a riprendere quando le due tornano a convivere dopo tantissimo tempo.

## Trama
Arrivata in una stazione ferroviaria, Mugiko prende un taxi per la locanda in cui ha intenzione di soggiornare. Tutti in questa città riconoscono in lei la sosia di Saiko, che circa 30 anni prima cercò la fortuna andando a Tokyo per fare la cantante. Il tassista Imoto e il gestore dell'albergo Aso fanno notare l'incredibile somiglianza a Mugiko che ammette di essere la figlia di Saiko.
Con un flashback si scopre che Saiko era entrata nella vita di Mugiko non molto tempo prima andando ad abitare con lei e il fratello Norio che convivevano nello stesso appartamento da quando morì loro padre, tre anni prima. Norio però preferisce subito andare ad abitare con la sua fidanzata, lasciando la sorella da sola con la madre verso la quale ha un profondo risentimento, per l'abbandono subito da piccola. Alla ragazza, appassionata di anime, la madre fa sparire una grande collezione di manga per fare spazio in casa. Altri comportamenti irritano profondamente Mugiko che deve notare però che la madre lavora sodo per contribuire alle spese e si sforza di farsi apprezzare. Dopo aver notato strani comportamenti che le fanno sospettare che la madre sia malata, quando questa nega tutto, Mugiko la attacca sfogando anni di risentimento.
Poco dopo Saiko muore e Norio svela a Mugiko di aver saputo che la madre soffriva di un cancro terminale al fegato. Di fronte all'urna del crematorio, Norio scoppia in un pianto mentre Mugiko si assume l'impegno di occuparsi della sepoltura che verrà eseguita, secondo tradizione, dopo 49 giorni, nel paese di origine. 
Tornati al presente, nella locanda del paese, gli Aso tirano fuori alcune vecchie foto di Saiko e raccontano a Mugiko della canzone Red Sweet Pea con cui la madre vinse un concorso di canto nel festival del tempio locale. Inoltre, un gran numero di persone che conoscevano Saiko, sentito parlare dell'arrivo di Mugiko, accorrono alla locanda trasformando una cena tra poche persone in una festa.
Il giorno seguente Mugiko va al cimitero e la locale impiegata, Michiru, le dice che non può seppellire i resti di Saiko perché manca un documento. Dovendo attendere l'invio di questo documento Mugiko è preoccupata per il costo del suo soggiorno prolungato, ottenendo da Michiru un invito per essere ospitato a casa sua. Michiru è una madre divorziata che vive non vede il figlio da anni. La donna conosceva bene Saiko, e ripropone alla ragazza delle pietanze che lei aveva provato cucinate dalla madre.
Quella sera Mugiko, incontrato il figlio del locandiere, viene portata al festival del tempio dove si sta tenendo un concorso canoro. Il presentatore, riconosciuta Mugiko, le chiede di salire sul palco e quindi fa partire la musica di Red Sweet Pea ma la ragazza, in grande imbarazzo, non riesce a cantare.
Il terzo giorno, Mugiko va a giocare a bowling con il tassista, Imoto. Questi le racconta che la famiglia di Saiko era povera, quindi alla sera cena con lo stesso e Michiru in un locale. Mugiko beve troppo e critica aspramente Michiru perché non cerca di rivedere suo figlio. Mugiko preferisce quindi lasciare l'appartamento di Michiru e tornare nella locanda.
La mattina del quarto giorno, Mugiko si veste a lutto, prende il taxi di Imoto, e dato a Michiru il documento mancante permette di completare la sepoltura della madre. Parlando quindi con Michiru, dopo le scuse per la sera precedente, si sfoga in un pianto nel quale confessa di essersi comprtata malissimo con sua "mamma" non avendo capito in che stato si trovasse la stessa. Michiru la consola compiacendosi del fatto che per la prima volta Mugiko ha parlato della madre usando la parola "mamma". 
Mugiko è così pronta per tornare a casa, ricca di un'esperienza che l'ha riavvicinata a sua madre, sia pure solo dopo la morte di questa.

## Produzione

### Riprese
Il film è stato girato prevalentemente nella cittadina di Tsuru. 